# Integration durch Substitution
Die Integration durch Substitution oder die Substitutionsregel ist eine wichtige Methode in der Integralrechnung, um Stammfunktionen zu finden und bestimmte Integrale auszuwerten. Die Substitutionsmethode erlaubt es, einen „komplizierten“ Integranden durch einen „einfachen“ Integranden zu ersetzen und damit das gegebene Integral auf ein einfacher handhabbares Integral zurückzuführen. Der im Hintergrund der Substitutionsmethode stehende Transformationssatz gehört zu den wichtigsten Sätzen der Analysis.
Die Substitutionsregel der Integralrechnung ist die Umkehrung der Kettenregel der Differentialrechnung. Bei Integralen über Funktionen mehrerer Variablen kommt der Transformationssatz zur Anwendung, der allerdings eine bijektive Substitutionsfunktion verlangt.

## Aussage der Substitutionsregel
Ist {\displaystyle f\colon I\to \mathbb {R} } eine stetige Funktion auf einem reellen Intervall {\displaystyle I} und {\displaystyle \varphi \colon [a,b]\to I} eine stetig differenzierbare Funktion, so gilt
{\displaystyle \int \limits _{a}^{b}f(\varphi (x))\cdot \varphi '(x)\,\mathrm {d} x=\int \limits _{\varphi (a)}^{\varphi (b)}f(t)\,\mathrm {d} t.}

## Heuristische Herleitung
Die Substitutionsregel lässt sich mithilfe des Differentialkalküls herleiten: Dazu substituiert man {\displaystyle t=\varphi (x)} und schreibt die Ableitung als  {\displaystyle {\tfrac {\mathrm {d} t}{\mathrm {d} x}}=\varphi '(x)}. Die linke Seite dieser Gleichung fasst man als Quotient von zwei Differentialen auf, wodurch man nach Multiplikation mit {\displaystyle \mathrm {d} x} die Gleichung {\displaystyle \varphi '(x)\,\mathrm {d} x=\mathrm {d} t} erhält. Durch Einsetzen in das Integral erhält man
{\displaystyle \int f(\varphi (x))\cdot \varphi '(x)\,\mathrm {d} x=\int f(t)\,\mathrm {d} t.}
Im linken Integral ist {\displaystyle x} die Integrationsvariable, im rechten Integral nun {\displaystyle t}.
Bei bestimmten Integralen erfordert dieser Wechsel der Integrationsvariablen noch eine Anpassung der Integrationsgrenzen: Für {\displaystyle x=a} ist {\displaystyle t=\varphi (a)} und für {\displaystyle x=b} ist {\displaystyle t=\varphi (b)}. Damit erhält man schließlich
{\displaystyle \int \limits _{a}^{b}f(\varphi (x))\cdot \varphi '(x)\,\mathrm {d} x=\int \limits _{\varphi (a)}^{\varphi (b)}f(t)\,\mathrm {d} t.}

## Beweis
Ist {\displaystyle F} eine Stammfunktion von {\displaystyle f}, so gilt für die Ableitung der zusammengesetzten Funktion {\displaystyle F\circ \varphi } nach der Kettenregel
{\displaystyle (F\circ \varphi )'(x)=F'(\varphi (x))\cdot \varphi '(x)=f(\varphi (x))\cdot \varphi '(x).}
Also ist {\displaystyle F\circ \varphi } eine Stammfunktion von {\displaystyle (f\circ \varphi )\cdot \varphi '}.
Durch zweimaliges Anwenden des Hauptsatzes der Differential- und Integralrechnung erhält man die Substitutionsregel:
{\displaystyle \int \limits _{a}^{b}f(\varphi (x))\cdot \varphi '(x)\,\mathrm {d} x=(F\circ \varphi )(x){\bigg \vert }_{a}^{b}=F(\varphi (b))-F(\varphi (a))=\int \limits _{\varphi (a)}^{\varphi (b)}f(t)\,\mathrm {d} t.}

## Transformationssatz
Die Substitutionsmethode lässt sich unter etwas engeren Voraussetzungen auch „rückwärts“ durchführen. Das ist die Substitution 2. Art. Ausgangspunkt ist für eine stetige Funktion {\displaystyle f\colon I\to \mathbb {R} } mit {\displaystyle \alpha ,\beta \in I} das Integral
{\displaystyle {\begin{aligned}\int \limits _{\alpha }^{\beta }f(x)\,\mathrm {d} x.\end{aligned}}}
Man benutzt eine Funktion {\displaystyle \varphi \colon [a,b]\to I}, die injektiv und stetig differenzierbar ist. Dann existiert die Umkehrfunktion {\displaystyle \varphi ^{-1}}. Man kann die Substitutionsregel nun von rechts nach links lesen:
{\displaystyle \int \limits _{\alpha }^{\beta }f(x)\,\mathrm {d} x=\int \limits _{\varphi ^{-1}(\alpha )}^{\varphi ^{-1}(\beta )}f(\varphi (t))\varphi '(t)\,\mathrm {d} t.}
Sie lässt sich wie folgt interpretieren: Transformiert man die Variable {\displaystyle x} mittel {\displaystyle x=\varphi (t)}, so ändert sich der Wert des Integrals nicht, wenn man die neue Funktion {\displaystyle f\circ \varphi } mit der Ableitung von {\displaystyle \varphi } multipliziert und die Integralgrenzen wie oben anpasst. In dieser Fassung nennt man die Substitutionsregel deshalb auch Transformationsformel.
Bei geschickter Wahl der Funktion {\displaystyle \varphi } kann entgegen dem ersten Anschein der Integrand vereinfacht werden.

## Substitution eines bestimmten Integrals

### Beispiel 1
Berechnung des Integrals
{\displaystyle \int _{0}^{a}\sin(2x)\,\mathrm {d} x}
für eine beliebige reelle Zahl {\displaystyle a>0}:
Durch die Substitution {\displaystyle t=\varphi (x)=2x} erhält man {\displaystyle \mathrm {d} t=\varphi '(x)\,\mathrm {d} x=2\,\mathrm {d} x}, also  {\displaystyle \mathrm {d} x={\tfrac {1}{2}}{\mathrm {d} t}}, und damit:
{\displaystyle \int _{0}^{a}\sin(2x)\,\mathrm {d} x=\int _{\varphi (0)}^{\varphi (a)}\sin(t)\,{\frac {1}{2}}{\mathrm {d} t}=\int _{0}^{2a}\sin(t)\,{\frac {1}{2}}{\mathrm {d} t}={\frac {1}{2}}\int _{0}^{2a}\sin(t)\,\mathrm {d} t}
{\displaystyle ={\frac {1}{2}}[-\cos(t)]_{0}^{2a}={\frac {1}{2}}((-\cos(2a))-(-\cos(0)))={\frac {1}{2}}(-\cos(2a)+1)={\frac {1}{2}}(1-\cos(2a))}.

### Beispiel 2
Berechnung des Integrals
{\displaystyle \int _{0}^{2}x\cos \left(x^{2}+1\right)\,\mathrm {d} x}:
Durch die Substitution {\displaystyle t=\varphi (x)=x^{2}+1} erhält man {\displaystyle \mathrm {d} t=2x\,\mathrm {d} x}, also {\displaystyle x\,\mathrm {d} x={\tfrac {1}{2}}\mathrm {d} t}, und damit
{\displaystyle \int _{0}^{2}x\cos \left(x^{2}+1\right)\,\mathrm {d} x={\frac {1}{2}}\int _{1}^{5}\cos(t)\,\mathrm {d} t={\frac {1}{2}}\left(\sin(5)-\sin(1)\right)}.
Es wird also {\displaystyle x^{2}+1} durch {\displaystyle t} ersetzt und {\displaystyle x\,\mathrm {d} x} durch {\displaystyle {\tfrac {1}{2}}\,\mathrm {d} t}.
Die untere Grenze des Integrals {\displaystyle x=0} wird dabei in {\displaystyle t(0)=0^{2}+1=1} umgewandelt und die obere Grenze {\displaystyle x=2} in {\displaystyle t(2)=2^{2}+1=5}.

### Beispiel 3
Das ist ein Beispiel für die Substitution rückwärts (Substitution 2. Art).
Für die Berechnung des Integrals
{\displaystyle \int _{0}^{1}{\sqrt {1-t^{2}}}\,\mathrm {d} t}
kann man {\displaystyle t=\sin(x)} substituieren (eine Weierstraß-Substitution). Daraus ergibt sich {\displaystyle \mathrm {d} t=\cos(x)\,\mathrm {d} x}. Um die Integrationsgrenzen umzurechnen, benutzt man die umgekehrte Beziehung {\displaystyle x=\arcsin(t)}. Die obere Grenze {\displaystyle 1} wird zu {\displaystyle {\frac {\pi }{2}}}, weil {\displaystyle \arcsin(1)={\frac {\pi }{2}}}. Aus {\displaystyle \arcsin(0)=0} ergibt sich die neue untere Grenze {\displaystyle 0}.
Mit {\displaystyle {\sqrt {1-\sin ^{2}(t)}}=\cos(t)} für {\displaystyle 0\leq t\leq {\frac {\pi }{2}}} rechnet man
{\displaystyle \int _{0}^{1}{\sqrt {1-t^{2}}}\,\mathrm {d} t=\int _{0}^{\frac {\pi }{2}}{\sqrt {1-\sin ^{2}(x)}}\cos(x)\,\mathrm {d} x=\int _{0}^{\frac {\pi }{2}}\cos(x)\cdot \cos(x)\,\mathrm {d} x=\int _{0}^{\frac {\pi }{2}}\cos ^{2}(x)\,\mathrm {d} x}.
Das Integral in der letzten Zeile kann mit partieller Integration oder mit der trigonometrischen Formel
{\displaystyle \cos ^{2}(x)={\frac {1+\cos(2x)}{2}}}
und einer weiteren Substitution berechnet werden. Es ergibt sich
{\displaystyle \int _{0}^{1}{\sqrt {1-t^{2}}}\,\mathrm {d} t=\left[{\frac {x}{2}}+{\frac {1}{4}}\sin(2x)\right]_{x=0}^{x={\frac {\pi }{2}}}={\frac {\pi }{4}}}.
(Damit haben wir die Fläche eines Viertelkreises berechnet.)

## Substitution eines unbestimmten Integrals
Hingewiesen sei auf die Problematik des Begriffs „unbestimmtes Integral“, insbesondere in der Notation.

### Voraussetzungen und Vorgehen
Ist {\displaystyle f\colon I\to \mathbb {R} } eine stetige Funktion auf einem reellen Intervall {\displaystyle I} und {\displaystyle \varphi \colon [a,b]\to I} eine stetig differenzierbare Funktion, so gilt
{\displaystyle F(\varphi (x))=\int f(\varphi (x))\cdot \varphi '(x)\,\mathrm {d} x.}
wobei {\displaystyle F} eine Stammfunktion von {\displaystyle f} ist.
Das Entscheidende bei der Substitution in einem unbestimmten Integral ist, dass am Ende der Rechnung die substituierte Variable {\displaystyle t} wieder durch den Term {\displaystyle \varphi (x)} ersetzt werden muss (Rücksubstitution).

### Beispiel 1
Durch quadratische Ergänzung und anschließende Substitution {\displaystyle t=x+1}, {\displaystyle \mathrm {d} x=\mathrm {d} t} erhält man
{\displaystyle \int {\frac {1}{x^{2}+2x+2}}\,\mathrm {d} x=\int {\frac {1}{(x+1)^{2}+1}}\,\mathrm {d} x=\int {\frac {1}{t^{2}+1}}\,\mathrm {d} t=\arctan(t)+C=\arctan(x+1)+C}

### Beispiel 2
Mit der Substitution {\displaystyle t=x^{2},\mathrm {d} t=2x\,\mathrm {d} x} erhält man
{\displaystyle \int x\,\cos \left(x^{2}\right)\,\mathrm {d} x={\frac {1}{2}}\int 2x\cos \left(x^{2}\right)\,\mathrm {d} x={\frac {1}{2}}\int \cos(t)\,\mathrm {d} t={\frac {1}{2}}\left(\sin(t)+C'\right)={\frac {1}{2}}\sin \left(x^{2}\right)+C}

## Spezialfälle der Substitution
Nachfolgend wird davon ausgegangen, dass die Integrationsvariable mit {\displaystyle x} benannt ist.

### Lineare Substitution
Erscheint in einem Integranden die Integrationsvariable {\displaystyle x} stets nur innerhalb eines Terms {\displaystyle ax+b} mit {\displaystyle a\neq 0}, so kann wie folgt vorgegangen werden: Ist {\displaystyle F} eine Stammfunktion von {\displaystyle f}, dann gilt
{\displaystyle \int f(ax+b)\,\mathrm {d} x={\frac {1}{a}}F(ax+b)+C}.
Zum Beispiel gilt
{\displaystyle \int e^{3x+1}\,\mathrm {d} x={\frac {1}{3}}e^{(3x+1)}+C},
da {\displaystyle f(x)=e^{x}=F(x)} und   {\displaystyle a=3}.

### Logarithmische Integration
Ist der Integrand ein Bruch, dessen Zähler die Ableitung des Nenners ist, kann das betreffende Integral schnell gelöst werden:
{\displaystyle \int {\frac {f'(x)}{f(x)}}\,\mathrm {d} x=\ln |f(x)|+C.}
Es liegt hier eine Substitution 1. Art mit {\displaystyle t=f(x)} vor.
Zum Beispiel gilt
{\displaystyle \int {\frac {x}{x^{2}+1}}\,\mathrm {d} x={\frac {1}{2}}\int {\frac {2x}{x^{2}+1}}\,\mathrm {d} x={\frac {1}{2}}\ln(x^{2}+1)+C},
da {\displaystyle f(x)=x^{2}+1} die Ableitung {\displaystyle f'(x)=2x} hat.

### Eulersche Substitution
Nach einem Satz von Bernoulli lassen sich alle Integrale des Typs
{\displaystyle \int {\sqrt {ax^{2}+bx+c}}\;\mathrm {d} x}
und
{\displaystyle \int {\frac {\mathrm {d} x}{\sqrt {ax^{2}+bx+c}}}}
elementar integrieren.
Euler hat hierzu mehrere Substitutionen 2. Art vorgeschlagen, die sich darin unterscheiden, welche Eigenschaften das konkrete Polynom {\displaystyle ax^{2}+bx+c} hat.
Beispiel:
{\displaystyle \int {\frac {\mathrm {d} x}{\sqrt {x^{2}+1}}}}
Die Substitution {\displaystyle t=x+{\sqrt {x^{2}+1}}} führt zu
{\displaystyle x={\tfrac {t}{2}}-{\tfrac {1}{2t}}} und
{\displaystyle \mathrm {d} x=\left({\tfrac {1}{2}}+{\tfrac {1}{2t^{2}}}\right)\mathrm {d} t}.
Damit ergibt sich
{\displaystyle \int {\frac {\mathrm {d} x}{\sqrt {x^{2}+1}}}=\int {\frac {{\frac {1}{2}}+{\frac {1}{2t^{2}}}}{{\frac {t}{2}}+{\frac {1}{2t}}}}\mathrm {d} t=\int {\frac {\mathrm {d} t}{t}}=\ln |t|+C=\ln \left|x+{\sqrt {x^{2}+1}}\right|+C}.